# تول (فرقة)
تول (بالإنجليزية: Tool)‏ هي فرقة روك أمريكية من لوس أنجلوس. تشكلت في عام 1990، وتضم قائمة الفرقة المطرب ماينارد جيمس كينان، وعازف الجيتار آدم جونز وعازف الطبول داني كاري. كان جاستن تشانسلور عازف الجيتار في الفرقة منذ عام 1995، ليحل محل عازف القيثارة الأصلي بول دامور. فازت الفرقة بأربع جائزة غرامي، وأجرت جولات في جميع أنحاء العالم ، وأنتجت ألبومات تتصدر المخططات في عدة بلدان.